# Богодухівська сільська рада
Богоду́хівська сільська́ ра́да — адміністративно-територіальна одиниця та орган місцевого самоврядування в Чорнобаївському районі Черкаської області. Адміністративний центр — село Богодухівка.

## Загальні відомості
- Населення ради: 2 815 осіб (станом на 2001 рік)

## Населені пункти
Сільській раді були підпорядковані населені пункти:
- с. Богодухівка
- с. Головатівка

## Склад ради
Рада складалася з 16 депутатів та голови.
- Голова ради: Кравченко Олексій Степанович
- Секретар ради: Гвоздь Любов Олексіівна

### Керівний склад попередніх скликань
| Прізвище, ім'я, по батькові  | Основні відомості                                                                     | Дата обрання | Дата звільнення |
| ---------------------------- | ------------------------------------------------------------------------------------- | ------------ | --------------- |
| Мохнар Марія Петрівна        | Сільський голова, 1951 року народження, позапартійна                                  | 26.03.2006   | 31.10.2010      |
| Кравченко Олексій Степанович | Сільський голова, 1957 року народження, освіта вища, член Української Народної Партії | 31.10.2010   |                 |
| Кравченко Олексій Степанович | Сільський голова, 1957 року народження, освіта вища, член Української Народної Партії | 31.10.2010   |                 |

Примітка: таблиця складена за даними сайту Верховної Ради України

### Депутати
За результатами місцевих виборів 2010 року депутатами ради стали:

#### За суб'єктами висування
| Суб'єкт висування            | Кількість обраних депутатів | %    |
| ---------------------------- | --------------------------- | ---- |
| Партія регіонів              | 9                           | 56,3 |
| Соціалістична партія України | 4                           | 25   |
| Самовисування                | 2                           | 12,5 |
| Українська Народна Партія    | 1                           | 6,3  |

#### За округами
| № округу                     | Прізвище, ім'я, по батькові   | Дата визнання обраним | Освіта  | Партійна приналежність             | Відомості про обраного депутата                     |
| ---------------------------- | ----------------------------- | --------------------- | ------- | ---------------------------------- | --------------------------------------------------- |
| Партія регіонів              |                               |                       |         |                                    |                                                     |
| 1                            | Бумар Тетяна Федорівна        | 01.11.2010            | вища    | член Партії регіонів               | СТОВ «Богодухівське», головний економіст            |
| 2                            | Буханцова Раїса Костянтинівна | 01.11.2010            | вища    | член Партії регіонів               | пенсіонер                                           |
| 3                            | Гвоздь Любов Олексіївна       | 01.11.2010            | вища    | член Партії регіонів               | Богодухівська сільська рада, секретар               |
| 4                            | Годована Катерина Петрівна    | 01.11.2010            | вища    | член Партії регіонів               | пенсіонер                                           |
| 6                            | Дробницька Віра Андріївна     | 01.11.2010            | вища    | член Партії регіонів               | Богодухівська сільська рада, касир                  |
| 9                            | Костенко Сергій Іванович      | 01.11.2010            | середня | член Партії регіонів               | СТОВ «Богодухівське», керуючий дільницею            |
| 11                           | Лахтіонова Ніна Федорівна     | 01.11.2010            | вища    | член Партії регіонів               | ЦРЛ, медична сестра                                 |
| 13                           | Науменко Анатолій Миколайович | 01.11.2010            | середня | член Партії регіонів               | СТОВ «Богодухівське», бригадир                      |
| 14                           | Таран Галина Дмитрівна        | 01.11.2010            | вища    | член Партії регіонів               | Богодухівський навчально-виховний комплекс, вчитель |
| Соціалістична партія України |                               |                       |         |                                    |                                                     |
| 7                            | Ждан Микола Петрович          | 01.11.2010            | середня | член Соціалістичної партії України | СТОВ «Богодухівське», завідувач гаражу              |
| 8                            | Кіян Любов Григорівна         | 01.11.2010            | вища    | член Соціалістичної партії України | пенсіонер                                           |
| 12                           | Лук'ященко Іван Іванович      | 01.11.2010            | вища    | член Соціалістичної партії України | Чорнобаївська районна організація ТСОУ, голова      |
| 15                           | Черінько Володимир Андрійович | 01.11.2010            | середня | член Соціалістичної партії України | СТОВ «Богодухівське», комірник                      |
| Українська Народна Партія    |                               |                       |         |                                    |                                                     |
| 10                           | Кравченко Олексій Степанович  | 01.11.2010            | вища    | член Української Народної Партії   | Богодухівський навчально-виховний комплекс, вчитель |
| Самовисування                |                               |                       |         |                                    |                                                     |
| 5                            | Головко Віктор Федорович      | 01.11.2010            | вища    | позапартійний                      | одноосібник                                         |
| 16                           | Черевань Тамара Миколаївна    | 01.11.2010            | вища    | позапартійна                       | тимчасово не працює                                 |